# Vultures 2
Vultures 2 — другий студійний альбом американської хіп-хоп супергрупи ¥$, до складу якої входять репер Каньє Вест і співак Ty Dolla Sign. Він був випущений незалежно через бренд YZY 3 серпня 2024 року. Серед гостей — дочки Каньє Веста Норт і Чикаго, брат Ty Dolla Sign Джабреал «Big TC» Мухаммад, Don Toliver, Playboi Carti, Kodak Black, Future, Lil Wayne, Young Thug, Lil Durk, Lil Baby, Desiigner, 070 Shake і CyHi.

## Історія створення та випуск
23 січня 2024 року Каньє Вест оголосив, що серія альбомів Vultures буде випущена як трилогія, причому перша вийде в лютому, друга — 8 березня, а третя — 5 квітня. Після того, як альбом не вийшов у заплановану дату релізу 8 березня, Каньє Вест оголосив, що Vultures 2 все ще знаходиться в роботі, оскільки він і Ty Dolla Sign все ще «в лабораторії». У заплановану дату Вест і Тай Долла влаштували приватну вечірку з прослуховування альбому.
10 березня в розмові з фан-сторінкою Каньє Вест зазначив, що він продаватиме Vultures 2 на вебсайті Yeezy за 20 доларів замість того, щоб випускати її на потокових платформах. Він заявив, що це рішення було прийнято, щоб «Ми більше не дозволимо стрімінговим компаніям контролювати артистів». 14 березня 1-хвилинні превью треків Vultures 2 були опубліковані в TikTok і Instagram Веста. Пізніше Каньє і Ty Dolla Sign оголосили нову дату випуску 3 травня в інтерв’ю Джастіну ЛаБою в його подкасті. Незважаючи на анонс, альбом не вийшов 3 травня.
6 липня Ty Dolla Sign опублікував в Instagram офіційний анонс прослуховування, запланованого на 23 серпня в Південній Кореї. Того ж тижня Каньє Вест заявив, що йде з професійної музики. Цей відхід тривав приблизно 30 хвилин, перш ніж трек «No Apologies» з репером Consequence був оголошений про вихід 12 липня.
30 липня Каньє Вест оголосив на своєму вебсайті, що всі замовлення на альбом було виконано та відправлено, і що альбом буде випущено 2 серпня 2024 року. Однак через кілька годин дату випуску було видалено з сайту, і в оголошенні просто залишилося «ALL ORDERS FULFILLED». Альбом не вийшов в зазначену дату. 2 серпня вийшов перший сингл з альбому «Slide» з оновленою обкладинкою альбому.
3 серпня альбом був випущений у приватній прямій трансляції на YouTube-каналі Каньє Веста та на Tidal. Пізніше альбом з'явився на Spotify і Apple Music.

### Обкладинка
9 березня Каньє Вест анонсував альбом і оприлюднив його обкладинку через свій акаунт у Twitter. На обкладинці зображено Ty Dolla Sign в масці, одягнений у все чорне, із зображенням свого брата Джабреала «Big TC» Мухаммеда, який зараз відбуває довічне ув’язнення за вбивство, якого, як стверджують брати, він не скоював.

## Делюкс-версії
7 серпня 2024 року цифрове делюкс-видання альбому з бонус-треком під назвою «Take Off Your Dress» було випущено на yeezy.com за 5 доларів. Наступного дня також було випущено ще чотири делюкс-видання, що містять треки «Believer», «Gun to My Head» за участю Kid Cudi, «Drunk» за участю Kodak Black і Bad Bunny та «Can U Be» за участю Travis Scott.

## Зміни після випуску
Після виходу альбому багато шанувальників були засмучені станом проекту, багато хто називав його «незавершеним» і «поспішним». Повідомлялося про багато проблем з мікшуванням, у тому числі вокал у піснях «Sky City» та «My Soul», які лунали лише на одне вухо, барабани у пісні «Dead» були надто гучними тощо. Крім того, пісні «Isabella» і «Husband» були додані в кінець «Lifestyle», незважаючи на те, що вони є окремими піснями в треклисті. Пісня «530», записана за часів Donda 2, з’являється в списку треків, однак, суттєвих змін у порівнянні з початковим витоком не було. Її, схоже, взято безпосередньо з версії, завантаженої фанатами на YouTube, про що свідчить її нижча точність звуку порівняно з рештою пісень. У пісні немає вокалу від Ty Dolla $ign, а Каньє Вест «бурмоче», чим диссить Дрейка: «Ти фальшива сука / Ти насправді не любиш Ye, іди послухай Дрейка, суко». Незакінчений характер куплету змусив декого замислитись, чому пісня була включена без завершення. Крім того, співак Swsh, який є автором семплу, використаного в «530», підтвердив у своєму  TikTok, що Вест не очищав семпл. Багато хто відзначає очевидне використання ШІ на проєкті, в основному, на піснях «Field Trip» і «Sky City». Частина оригінального куплету Ty Dolla $ign була відсутня, і їх замінив ШІ вокал Каньє Веста. Хоча в обох піснях використовується штучний інтелект, у кожній з них є справжній голос Веста, що змушує багатьох питати, чому він просто не записав куплети самостійно. 
У відповідь на претензії через кілька годин після виходу альбому почали з'являтися зміни: оновилось мікшування «Sky City», «Field Trip» і «Fried», а пісню «Maybe» було перейменовано на «Forever» і скорочено на 50 секунд зі змінами в аутро та вокальному мікшуванні, а «Sky City» отримав додану реверберацію куплетів, а також зміни в мікшуванні, ефектах і барабанах, а також дисторшн. «River» також зазнав кількох змін, у тому числі повернення біта з попередніх версій пісні, тоді як «530» отримала додатковий вокал, а «Dead» — оновлений мікс. «My Soul» отримав значні структурні зміни в розміщенні вокалу та барабанів. Через кілька годин після випуску альбому Каньє Вест оголосив на вебсайті yeezy.com, що «оновлені пісні будуть публікуватися в режимі реального часу», подібно до оновлень The Life of Pablo.
15 жовтня кілька пісень знову отримали оновлення. І «River», і «My Soul» були скорочені, причому в першій було видалено інструментальне завершення, скорочено тривалість з 4:09 до 3:35, а в другій усунуто 15 секунд тиші. Треки «Take Off Your Dress», «Can U Be» і «Gun To My Head» були завантажені на YouTube Music і SoundCloud, але пізніше були видалені. Лише згодом «Can U Be» було відновлено. Куплет Playboi Carti на «Field Trip», який випадково було десинхронізовано під час ремастерингу, було належним чином скореговано.
10 листопада вийшли патчі на кілька інших пісень. «530» містив оновлений другий куплет Веста. До «Bomb» додався куплет репера Yuno Miles, який раніше звучав на вечірці з прослуховуванням у Південній Кореї. Інші пісні зазнали кількох змін у мікшуванні, найбільш очевидними були «Lifestyle», «Fried» і «Husband», де стиснення, застосоване до цих пісень, було видалено. Оновлений мікс для «Fried» також робить більший акцент на барабанах і фонових синтезаторах пісень.

## Музичний стиль та лірика
Vultures 2 — це хіп-хоп, R&B, хаус і треп-альбом, в деякому сенсі авангардний. Він має необроблений стиль, включаючи синтезатори. Багато видань відзначали незавершене звучання альбому, порівнюючи його пісні з демозаписами. Інструменти на початку Vultures 2 викликають ефект глибокої ноти THX, яка також використовується на початку альбому Dr. Dre 2001. Ty Dolla Sign забезпечує гармонію своїм співом, а в деяких композиціях звучить небагато вокалу Каньє. 
Тексти Vultures 2 містять теми жінок, грошей, свободи та спокути. Каньє Вест зображує свого героя як жертву музичної індустрії та його колишньої дружини Кім Кардаш'ян. Він описує, як музична індустрія не хоче його успіху, а він сам пережив культуру скасування, залишаючись у центрі уваги.

## Комерційний успіх
Vultures 2 дебютував на другому місці в чарті Billboard 200 продавши 107 000 примірників за перший тиждень, що стало другим найнижчим результатом продажів для Каньє Веста за перший тиждень. Першу позицію зайняв альбом Тейлор Свіфт The Tortured Poets Department. Альбом також зібрав загалом 50,44 мільйона стрімів пісень з альбому. Vultures 2 очолив чарт найкращих R&B/Hip-Hop альбомів США. Дев’ять пісень увійшли до чарту Hot R&B/Hip-Hop Songs у США, а «Field Trip» посіла найвище місце під номером 10. 
Альбом досяг першого місця в канадському чарті альбомів. Vultures 2 дебютував під номерами третє та четверте в чартах альбомів Нової Зеландії та австралійському ARIA Charts відповідно. У Європі він досяг другого місця в чартах Norwegian Top 40 Albums і Swiss Albums Top 100. Далі альбом потрапив до першої п’ятірки в Ісландії, Данії, Польщі та Литві. Він посідає шосте місце в чартах Ірландії та Нідерландів, а також досягає перших 10 позицій в Австрії, бельгійській Фландрії, Португалії, Великобританії, Чехії, Німеччині та Швеції.

## Критика
Vultures 2 отримав неоднозначні відгуки критиків. За даними Metacritic, який присвоює нормалізований рейтинг зі 100 рецензіям від професійних видань, альбом наразі має середню оцінку 40 на основі чотирьох рецензій, що вказує на «змішані або середні рецензії».
Майкл Сапонара з Billboard написав: «Хоча в проекті, наповненому авангардною продукцією Веста, є багато потенціалу для величі, інколи V2 вибивається з колії через проблеми з якістю звуку, незавершені думки чи частини, коли Ye читає реп». Габріель Брас Неварес з HotNewHipHop сказав, що «найбільша вада цього альбому — це його порожнє виконання». Бен Бомонт-Томас з The Guardian сказав, що Vultures 2 «роздутий і іноді зосереджений, втомлений і іноді футуристичний, морально зайвий з достатньою людяністю, щоб забезпечити частку спокути». Пол Аттард з Slant Magazine сказав, що «можна очікувати, що альбом Каньє Веста буде певним чином незавершеним після випуску, але Vultures 2, його другий спільний альбом з Ty Dolla $ign, знаходиться в руїні».

## Список композицій
| #     | Назва                                                              | Автор | Продюсер(и)                                                                                           | Тривалість |
| ----- | ------------------------------------------------------------------ | --- | --- | ---------- |
| 1.    | «Slide»                                                            | Ye Tyrone Griffin Jr. Frederick Gibson Wesley Glass Ryder Bucaro London Holmes Aswad Asif Arturo Fratini                              | Ye Ty Dolla $ign Fred Again Wheezy Apollo Parker Ryderoncrack London on da Track AyoAA Lester Nowhere | 3:18       |
| 2.    | «Time Moving Slow»                                                 | Ye Griffin Jr. Orlando Wilder Asif Azul Wynter Nathan Butts Konrad Żyrek Samuel Lindley                                               | Ye Ty Dolla $ign Fya Man AyoAA Azul Nathan Butts SHDØW The Legendary Traxster                         | 2:40       |
| 3.    | «Field Trip» (за участю Don Toliver, Playboi Carti та Kodak Black) | Ye Griffin Jr. Caleb Toliver Jordan Carter Bill Kapri Glass Lindley Dylan Cleary-Krell                                                | Ye Ty Dolla $ign Wheezy The Legendary Traxster Dez Wright                                             | 2:43       |
| 4.    | «Fried»                                                            | Ye Griffin Jr. Grant Dickinson Nasir Pemberton Mark Williams Raul Cubina                                                              | Ye Ty Dolla $ign TheLabCook Digital Nas Ojivolta                                                      | 2:46       |
| 5.    | «Isabella»                                                         | | | 0:09       |
| 6.    | «Promotion» (за участю Future)                                     | Ye Griffin Jr. Nayvadius Cash Asif Glass Holmes Lindley                                                                               | Ye Ty Dolla $ign AyoAA Wheezy London on da Track The Legendary Traxster                               | 2:39       |
| 7.    | «Husband»                                                          | Ye | Ye | 2:18       |
| 8.    | «Lifestyle» (за участю Lil Wayne)                                  | Ye Ty Dolla $ign Dwayne Carter Jr. Nico Baran Michael Mulé Isaac De Boni                                                              | Ye Nico Baran FnZ                                                                                     | 5:31       |
| 9.    | «Forever»                                                          | Ye Griffin Jr. | Ye James Blake                                                                                        | 1:27       |
| 10.   | «Bomb» (за участю North West та Chicago West)                      | Ye North West Chicago West Lindley | Ye The Legendary Traxster                                                                             | 2:32       |
| 11.   | «River» (за участю Young Thug)                                     | Ye Griffin Jr. Jeffery Williams Jordan Jenks Asif Pemberton Holmes Lindley                                                            | Ye Pi'erre Bourne AyoAA Digital Nas London on da Track The Legendary Traxster                         | 4:07       |
| 12.   | «530»                                                              | Ye Maxie Ryles III Tiwan Raybon John Cunningham Mulé De Boni Jahmal Gwin Evan Mast                                                    | Ye John Cunningham FnZ BoogzDaBeast E.Vax                                                             | 4:50       |
| 13.   | «Dead» (за участю Future та Lil Durk)                              | Ye Griffin Jr. Cash Durk Banks Jacob Canday Glass Holmes                                                                              | Ye ATL Jacob Wheezy London on da Track                                                                | 4:23       |
| 14.   | «Forever Rolling» (за участю Lil Baby)                             | Ye Griffin Jr. Dominique Jones Jeffrey Jones Jr. Aaron Butler Henning Grüschow Matthew Robinson                                       | Ye FOREVEROLLING Flex on the Beat Audiovista Mattazik Muzik                                           | 3:17       |
| 15.   | «Sky City» (за участю Desiigner, 070 Shake та CyHi)                | Ye Griffin Jr. Sidney Selby III Danielle Balbuena Cydel Young Gwin Timothy Mosley                                                     | Ye BoogzDaBeast Timbaland                                                                             | 3:51       |
| 16.   | «My Soul» (за участю Big TC)                                       | Ye Griffin Jr. Jabreal Muhammad Aaron Sunday Israel Boyd Mark Mbogo Anthony Clemons Jr. Gwin Mulé De Boni Charles Njapa Samuel Gloade | Ye BoogzDaBeast FnZ 88-Keys 30 Roc                                                                    | 3:45       |
| 49:49 |                                                                    | | |            |

| Делюкс-версія 1 | Делюкс-версія 1       | Делюкс-версія 1 | Делюкс-версія 1          | Делюкс-версія 1 |
| #               | Назва                 | Автор           | Продюсер(и)              | Тривалість      |
| --------------- | --------------------- | --------------- | ------------------------ | --------------- |
| 17.             | «Take Off Your Dress» | Ye Griffin Jr.  | Ye Shdøw Scott Bridgeway | 3:25            |
| 53:51           |                       |                 |                          |                 |

| Делюкс-версія 2 | Делюкс-версія 2 | Делюкс-версія 2                                                                  | Делюкс-версія 2                 | Делюкс-версія 2 |
| #               | Назва           | Автор                                                                            | Продюсер(и)                     | Тривалість      |
| --------------- | --------------- | -------------------------------------------------------------------------------- | ------------------------------- | --------------- |
| 17.             | «Believer»      | Ye Griffin, Jr. Barrington Hendricks Adam Vadel Gwin Charleston White Cam Newton | Ye JPEGMafia Vadel BoogzDaBeast | 3:13            |
| 53:39           |                 |                                                                                  |                                 |                 |

| Делюкс-версія 3 | Делюкс-версія 3                               | Делюкс-версія 3                                                 | Делюкс-версія 3          | Делюкс-версія 3 |
| #               | Назва                                         | Автор                                                           | Продюсер(и)              | Тривалість      |
| --------------- | --------------------------------------------- | --------------------------------------------------------------- | ------------------------ | --------------- |
| 17.             | «Drunk» (за участю Peso Pluma та Kodak Black) | Ye Griffin, Jr. Hassan Laija Kapri Żyrek Mosley Benito Martínez | Ye SHDØW Veyis Timbaland | 3:09            |
| 53:35           |                                               |                                                                 |                          |                 |

| Делюкс-версія 4 | Делюкс-версія 4                       | Делюкс-версія 4                                             | Делюкс-версія 4              | Делюкс-версія 4 |
| #               | Назва                                 | Автор                                                       | Продюсер(и)                  | Тривалість      |
| --------------- | ------------------------------------- | ----------------------------------------------------------- | ---------------------------- | --------------- |
| 17.             | «Gun to My Head» (за участю Kid Cudi) | Ye Griffin, Jr. Scott Mescudi Glass Holmes Supreme Williams | Ye Wheezy London on da Track | 2:16            |
| 52:42           |                                       |                                                             |                              |                 |

| Делюкс-версія 5 | Делюкс-версія 5                     | Делюкс-версія 5                                   | Делюкс-версія 5 | Делюкс-версія 5 |
| #               | Назва                               | Автор                                             | Продюсер(и)     | Тривалість      |
| --------------- | ----------------------------------- | ------------------------------------------------- | --------------- | --------------- |
| 17.             | «Can U Be» (за участю Travis Scott) | Ye Griffin, Jr. Jacques Webster II Kejuan Muchita | Ye Havoc        | 3:26            |
| 53:52           |                                     |                                                   |                 |                 |

## Чарти
| Чарт (2024)                                        | Пікова позиція |
| -------------------------------------------------- | -------------- |
| Австралія Australian Albums (ARIA)                 | 4              |
| Австралія Australian Hip Hop/R&B Albums (ARIA)     | 1              |
| Австрія Austrian Albums (Ö3 Austria)               | 7              |
| Бельгія Belgian Albums (Ultratop Flanders)         | 7              |
| Бельгія Belgian Albums (Ultratop Wallonia)         | 17             |
| Канада Canadian Albums (Billboard)                 | 1              |
| Чехія Czech Albums (ČNS IFPI)                      | 8              |
| Данія Danish Albums (Hitlisten)                    | 4              |
| Нідерланди Dutch Albums (MegaCharts)               | 6              |
| Фінляндія Finnish Albums (Suomen virallinen lista) | 18             |
| Франція French Albums (SNEP)                       | 16             |
| Німеччина German Albums (Offizielle Top 100)       | 8              |
| Угорщина Hungarian Albums (MAHASZ)                 | 11             |
| Ісландія Icelandic Albums (Plötutíðindi)           | 3              |
| Ірландія Irish Albums (OCC)                        | 6              |
| Італія Italian Albums (FIMI)                       | 12             |
| Японія Japanese Digital Albums (Oricon)            | 31             |
| Литва Lithuanian Albums (AGATA)                    | 5              |
| Нова Зеландія New Zealand Albums (RMNZ)            | 3              |
| Норвегія Norwegian Albums (VG-lista)               | 2              |
| Польща Polish Albums (ZPAV)                        | 4              |
| Португалія Portuguese Albums (AFP)                 | 7              |
| Словаччина Slovak Albums (ČNS IFPI)                | 16             |
| Іспанія Spanish Albums (PROMUSICE)                 | 16             |
| Швеція Swedish Albums (Sverigetopplistan)          | 9              |
| Швейцарія Swiss Albums (Schweizer Hitparade)       | 2              |
| Велика Британія UK Albums (OCC)                    | 7              |
| Велика Британія UK Independent Albums (OCC)        | 10             |
| Велика Британія UK R&B Albums (OCC)                | 1              |
| США Billboard 200                                  | 2              |
| США Independent Albums (Billboard)                 | 1              |
| США Top R&B/Hip-Hop Albums (Billboard)             | 1              |